# REC 3: Génesis
[•REC]³: Génesis es la tercera entrega de la saga española [•REC]. Escrita por Luis Berdejo y dirigida por Paco Plaza, uno de los dos directores de las anteriores películas, que en esta ocasión trabaja en solitario. Tuvo su estreno el 30 de marzo de 2012 en España con más fechas de estreno internacional a seguir. Los sucesos de la película tienen lugar antes (la boda y la recepción en el convite), durante (el baile y la propagación del virus) y después (el reencuentro de los novios y el desenlace de la película). Además, la tercera parte aleja a los sucesos de las primeras dos entregas, siendo la secuela paralela de [•REC] y [•REC]².

## Rodaje
El 10 de abril de 2011 se dio inicio al rodaje de la película y terminó el 20 de mayo de 2011. La posproducción comenzó el 23 de mayo de 2011. Producida por Julio Fernández para Filmax y protagonizada por Leticia Dolera y Diego Martín. El guion estuvo a cargo de Luis Berdejo (guionista también de [•REC]) y el propio Paco Plaza. El rodaje tuvo una duración de 7 semanas, en la finca Mas Solers de San Pedro de Ribas.
Esta tercera entrega ya ha sido vendida a más de veinte países tales como: Perú, Argentina, Estados Unidos, Francia, Inglaterra, Alemania, Portugal, Grecia, Brasil, Chile, México, Medio Oriente, Japón, Australia y Nueva Zelanda. 

## Argumento
La película comienza con una pantalla de menú de un DVD sobre la boda de dos personas: Koldo y Clara. Después se inicia una secuencia de fotos biográficas de los novios, y a su vez se escucha como música de fondo la canción Gavilán o paloma (interpretada por Pablo Abraira). A partir del siguiente corte comienza la filmación fuera de la iglesia, unos momentos antes de la boda. Quien filma principalmente es Adrián, el primo de Koldo; y también se encuentra filmando un documentalista contratado llamado Atún; además se presentan algunos vídeos cortos grabados por otros invitados de la boda por sus diversas cámaras de teléfonos móviles y cámaras digitales. Posteriormente a la ceremonia religiosa, la filmación se desplaza a la recepción, en el jardín de una gran mansión, donde los invitados son llevados por medio de autobuses chárter. A través de la grabación se va conociendo poco a poco a los invitados y familiares de los recién casados. Entre ellos destaca un hombre con una herida en la mano derecha de nombre Víctor, el cual es el tío del novio, narra a la cámara que no se siente del todo bien debido a que fue mordido por un perro que de repente se tornó demasiado agresivo en la clínica veterinaria donde trabaja (Referencia al perro "Max", la mascota de Jennifer en la primera película).
Más tarde, todos los invitados están en la fiesta de la boda; mientras tanto Adrián graba una entrevista en el exterior del salón a un hombre caracterizado de "John Esponja" (personaje basado en Bob Esponja, con otro nombre para evitar conflictos por los Derechos de Autor). Durante la entrevista se puede ver al tío Víctor cómo empieza a mostrar síntomas inusuales, tales como vómitos. Adrián también capta personas ajenas a la fiesta, hombres en trajes especiales y una patrulla de policía, investigando el área, a lo que todos dan por hecho que se trata de una fumigación. De vuelta al interior, mientras que todo el mundo está bailando, Víctor (aparentemente ebrio) se sienta sobre el barandal que se ubica en un segundo piso del salón, todos le gritan que se baje pero de repente cae sobre una mesa de la pista. Su mujer se acerca para ayudarlo a levantarse, pero pronto se despierta y la muerde. Posteriormente vomita sangre sobre Paloma. De pronto, más y más infectados llegan a la pista de baile, y en medio del caos, Koldo y Clara se separan el uno del otro de forma circunstancial. Koldo termina con Adrián, Atún, la hermana menor de Clara y otra persona (quien posteriormente se descubre es un inspector de la SGAE) en una cocina. Koldo le pregunta a Atún por qué está filmando y destruye la cámara. A partir de entonces la película cambia a un formato con cámara cinematográfica, dejando de lado el de "Cámara en mano".
Koldo y el grupo comienzan a pensar en una manera para escapar. Ellos descubren unas rejillas de ventilación, pero como Atún es demasiado gordo no puede escapar con ellos. Cuando logran salir al patio deben hacerse camino entre los infectados que a esas alturas estaban invadiendo todo el lugar. A continuación, encuentran un coche de la policía. Koldo descubre a un policía muerto en el interior del vehículo y luego es atacado por Paloma. Adrián y el otro le ayudan a matarla, sin embargo el hombre es mordido por el oficial de policía que despierta. Adrián, Koldo y la niña, buscan refugio en una capilla donde otros sobrevivientes se han reunido. Los infectados no pueden entrar por el agua bendita alrededor de la zona. Clara entonces habla por medio de los altavoces a sabiendas de Koldo está a la escucha y le dice que está bien y revela que está embarazada (algo que ella quería decirle antes). Animado, Koldo toma una maza con púas, se pone un traje de caballero (la cámara tenía una especie de altar en honor a San Jordi) y junto a otro sobreviviente van en busca de Clara, mientras los demás van a los autobuses.
Mientras tanto, Clara junto con el sacerdote se esconden en la sala de control central. Una vez allí, el sacerdote afirma que "es demasiado pronto". Clara le pregunta qué quiere decir con eso. El sacerdote se refiere al "Génesis" y habla de la naturaleza de los demonios. Poco después de que una horda de personas infectadas comienzan a golpear las ventanas tratando de entrar en la habitación, Clara y el Sacerdote logran escapar. Clara encuentra a Rafa y a Natalie, la amiga de Clara. Posteriormente el grupo continúa y matan a más infectados. En un espejo, el reflejo de dos infectadas muestra lo que en realidad son, los reflejos de la Niña Medeiros (lo que significa que el demonio está controlando a los infectados). Entonces el Sacerdote grita "es ella, el Padre Albelda tenía razón" y les combate rezando una oración, logrando inmovilizarlos y dejarlos inofensivos, con lo que el resto aprovecha para escapar.
Mientras tanto, Koldo se encuentra en la sala de control y es testigo de cómo Adrián, Tita y los sobrevivientes de la capilla son atacados por el nuevo infectado. En las pantallas enfrente y detrás de él se observa un informe de noticias sobre la cuarentena en un edificio, lo que revela que los acontecimientos de esta película se están produciendo paralelamente a los de las dos primeras películas. Koldo sale de nuevo a la pista de baile y observa todo vacío.
Clara, Rafa y Natalie encuentran a "John Esponja" el artista que entretenía a los niños, y tratan de escapar hacia el exterior, pero Natalie es atacada por una infectada, y los sobrevivientes se ven obligados a dejarla atrás ya que la puerta del garaje se va cerrando automáticamente. Una vez fuera, Clara se encuentra cara a cara con su madre infectada, y la ve morir, ya que Jon le dispara con un rifle. Comienzan a llegar más infectados, alcanzan a Jon. En ese momento Rafa y Clara entran a un túnel. Con la oportunidad de salir fuera de la casa, Rafa insiste en que se vayan, pero Clara se niega a irse sin Koldo. Rafa sugiere que si él estuviera vivo ya hubiera dado algún tipo de señal, en ese momento Koldo sube el volumen de la canción Gavilán o paloma. Clara entonces se da cuenta de que está vivo y decide ir por él, agarra una motosierra y va a buscar a Koldo con Rafa.
Koldo regresa a la cocina y encuentra al documentalista Atún muerto, aunque se da cuenta de que no ha sido infectado sino que se suicidó cortándose las venas de las muñecas. El tío Víctor aparece por detrás y lo ataca, y después de una intensa lucha Koldo logra matarlo. Luego mira a su costado y ve una espada, con la cual habían partido la tarta de novios anteriormente y la coge.
Clara y Rafa van caminando por los túneles y sienten que se acercan infectados, Rafa dice a Clara que se apuren pero ésta tiene otra cosa en mente y dice "Hoy es mi día" y se lanza sobre los infectados con su motosierra a pelear. A partir de aquí, la novia se dedica a rebanar poseídos al ritmo de la canción Eloise de Tino Casal, partiendo la cabeza de una y cortando por la mitad a otro, pero durante el frenesí de sangre y gritos Rafa es mordido. Clara lo debe matar antes de que esté completamente infectado y lo decapita con la motosierra. Mientras ella seguía corriendo por los túneles, Koldo logra oírla desde la cocina por la rejilla de ventilación que conectaba con el túnel, y le grita para que lo escuche y la ayuda a subir a la cocina. Así se encuentran de vuelta el uno al otro, al fin, pero de repente una horda de infectados entran en la cocina y se encuentran sin salida. Sin embargo la horda de infectados de repente se detienen y permanecen en su lugar, ya que el sacerdote interviene por el sistema de sonido de la cabina de control y comienza a recitar el libro del Génesis de la Biblia. Esto les permite a Koldo y Clara ponerse a salvo. Al pasar por el salón se dan cuenta de que ya ha amanecido y encuentran a todos los infectados inmóviles, Clara le dice a Koldo: "Es nuestra familia", pero Koldo responde con tristeza: "Ya no es así". Pasan junto a ellos y salen al exterior.
Una vez en el patio, Koldo y Clara ven a más infectados por todas partes sin moverse, pero en un descuido el abuelo de Koldo muerde a Clara en la mano. Koldo recuerda que su abuelo es sordo (por eso no oyó las oraciones del padre y no se inmovilizó como el resto de los poseídos). Clara se da cuenta de que sólo le queda una sola opción para poder salvarse y le pide a su esposo que le corte el brazo con la espada antes que la infección llegue a todo su cuerpo, Koldo accede y de un golpe certero le amputa el brazo. Clara grita de dolor y continúan caminando hacia la salida. Al llegar al portón de la salida se dan cuenta de que todo el lugar ha sido puesto en cuarentena (al igual que el edificio en REC) y se percatan que afuera hay bastantes GEO, pero de pronto Clara vomita sangre, los ojos se le ponen rojos y su piel se torna más pálida. Koldo la mira y aun dándose cuenta de que se ha empezado a transformar, la coge en brazos y cruza el portón. Al salir a la calle los GEO los comprueban con máquinas y le dicen a Koldo que deje en el suelo a Clara porque ella está evidentemente infectada, pero él no hace caso y le da un beso justo en el momento en que Clara es completamente dominada por el virus y le muerde la boca, arrancándole la lengua, luego salta al suelo y grita sin control. Los GEO abren fuego y los acribillan a tiros. Cuando caen al suelo, Clara siendo poseída se da cuenta de que va a morir y con sus últimas fuerzas toma la mano de Koldo, Koldo hace lo mismo con Clara y ambos mueren sujetos de las manos, terminando dramáticamente la película.

## Reparto
| Interpreta           | Personaje         |
| -------------------- | ----------------- |
| Leticia Dolera       | Clara             |
| Diego Martín         | Koldo             |
| Àlex Monner          | Adrián            |
| Jana Soler           | Tita              |
| Ismael Martínez      | Rafa              |
| Claire Baschet       | Natalie           |
| Emilio Mencheta      | Víctor            |
| Xavier Ruano         | Cura              |
| Itziar Castro        | Paloma            |
| Rosa Chevalier       | Amparo            |
| Ana Isabel Velásquez | Wendy             |
| Blai Llopis          | Quiquín           |
| Paco Moreno          | Charly            |
| Carme Contreras      | Amelia            |
| Antonio Barroso      | Pequeñín          |
| Aitor Legardón       | Amigo de Rafa     |
| Charlotte Vega       | Dama de honor 2   |
| Mireia Ros           | Menchu            |
| Carla Nieto          | Rebeca Viñas      |
| Javier Botet         | Tristana Medeiros |

## Recepción
Previo a ser lanzado en los cines el filme recibió críticas por Jefferson Yañez en la que destaca: «Concluyendo, y con ánimo de exorcizar el recelo de los desconfiados, esta peculiar boda no ha supuesto el divorcio entre sus directores, más bien una separación de bienes donde la única beneficiada es “REC”, un título al que las mayúsculas le siguen sentando como un guante. Con este “Génesis”, Paco Plaza demuestra que “REC” es mucho más que una reportera escapando de monstruos por un edificio, y que su universo puede seguir expandiéndose como una deliciosa infección. Ya solo por los dos puntazos que se guarda cerca del final merece la pena.
La película recibió críticas mixtas, en su mayoría positivas, la página Almas de Sustos, dio a la película un 85 sobre 100. Samuel Valderas Álvarez comentó: «[REC]3: Génesis es una tercera entrega más que aceptable, superior a [REC]² en algunos aspectos, pero no creo que sea la película tan puesta por las nubes que se lee por ahí a lo largo de esta semana con los pases previos, etc. Tiene sus momentos muy interesantes, como los comentados últimos 20 minutos de salvajismo, los personajes cómicos, el montaje en general de toda la película; pero en cambio tiene otros en los que puede pecar como las ¿excesivas? bromas, la exagerada historia de amor, o el ser más valiente en las escenas gores, aunque en general están bien.
Pese a todo, altamente recomendable.» Por su lado el crítico español Carlos Martínez redactó una crítica en la que destaca... «Si se valora como comedia, los chistes son divertidos, con críticas a sectores de la sociedad española, y que nos van a hacer pasar un muy buen rato. Pero repito que, por favor, el espectador vaya mentalizado de que se encuentra ante una película en la que no va a recibir la dosis de terror que espera.»

## Premios
57.ª edición de los Premios Sant Jordi de Cinematografía
| Categoría    | Nominados      | Resultado |
| ------------ | -------------- | --------- |
| Mejor actriz | Leticia Dolera | Ganadora  |

## Estrenos
El estreno fue en España el 30 de marzo de 2012. En Francia, Bélgica e Indonesia se estrenó el 4 de abril, en México el 13 de abril, en Japón el 28 de abril y en el Reino Unido en mayo.
| Europa                  |                |
| 30 de marzo de 2012     | España         |
| 4 de abril de 2012      | Francia        |
| 4 de abril de 2012      | Bélgica        |
| 4 de abril de 2012      | Indonesia      |
| Norte América           |                |
| 13 de abril de 2012     | México         |
| Sur América             |                |
| 19 de abril de 2012     | Guyana         |
| Asia                    |                |
| 28 de abril de 2012     | Japón          |
| Europa                  |                |
| 11 de mayo de 2012      | Reino Unido    |
| Sur América             |                |
| 13 de julio de 2012     | Paraguay       |
| 21 de julio de 2012     | Colombia       |
| 30 de agosto de 2012    | Chile          |
| Norteamérica            |                |
| 7 de septiembre de 2012 | Estados Unidos |
| 7 de septiembre de 2012 | Canadá         |